# Onthophagus niokolokoba
Onthophagus niokolokoba es una especie de insecto del género Onthophagus, familia Scarabaeidae, orden Coleoptera.

Fue descrita científicamente por Moretto en 2007.